# Становиська (Влощовський повіт)
Становиська (пол. Stanowiska) — село в Польщі, у гміні Ключевсько Влощовського повіту Свентокшиського воєводства.
Населення — 325 осіб (2011).

## Демографія
Демографічна структура на день 31 березня 2011 року:
|          | Загалом | Допрацездатний вік | Працездатний вік | Постпрацездатний вік |
| -------- | ------- | ------------------ | ---------------- | -------------------- |
| Чоловіки | 172     | 34                 | 109              | 29                   |
| Жінки    | 153     | 25                 | 87               | 41                   |
| Разом    | 325     | 59                 | 196              | 70                   |